# O・K・アントーノウ記念航空科学技術複合体
国営企業「O・K・アントーノウ記念航空科学技術複合体」（ウクライナ語: ДП "Авіаційний науково-технічний комплекс iмені О.К.Антонова"；略称: АНТК ім. О.К.Антонова；ロシア語: ГП "Авиационный научно-технический комплекс имени О.К.Антонова"；略称: АНТК им. О.К.Антонова)は、ウクライナの航空機メーカーである。日本語文献では、以前のアントノフ設計局の名で知られている。以下は、この通称を用いる。

## 概要
もとになったのはオレーク・コンスタンチーノヴィチ・アントーノフを中心に1952年に設立されたソ連のアントノフ設計局 (ОКБ имени О.К.Антонова) であった。これが、ウクライナの独立に伴いウクライナ企業として再編された結果、現在の企業構成となった。
アントノフでは、創立以来輸送機を中心に旅客機などの設計を行っている。現在でも、
ウクライナやロシアを中心に世界各地に向けて大型のAn-124ルスラーンや中型のAn-140を主力に輸送機などを供給している。また、現在世界最大の輸送機であるAn-225ムリーヤを製造したことなどでも有名である。なお、An-22アンチェイも開発当時は世界最大の実用航空機であった。アントノフは、ウクライナ国内ではキーウでAn-124やAn-225など、ハルキウでAn-74などの開発・生産・整備を総合内の企業が行っている。その他、アントノフの航空機はロシアのノヴォロシースク、ウズベキスタンのタシュケントでも生産されている。また、2005年にヴィクトル・ユシチェンコ大統領が日本に続いてメキシコを訪れた際には、アントノフ製航空機のメキシコでの生産も契約された。メキシコでは海軍などでAn-32などを運用してきたこともあり、また民間での需要も見込まれることから契約に踏み切ったとされる。

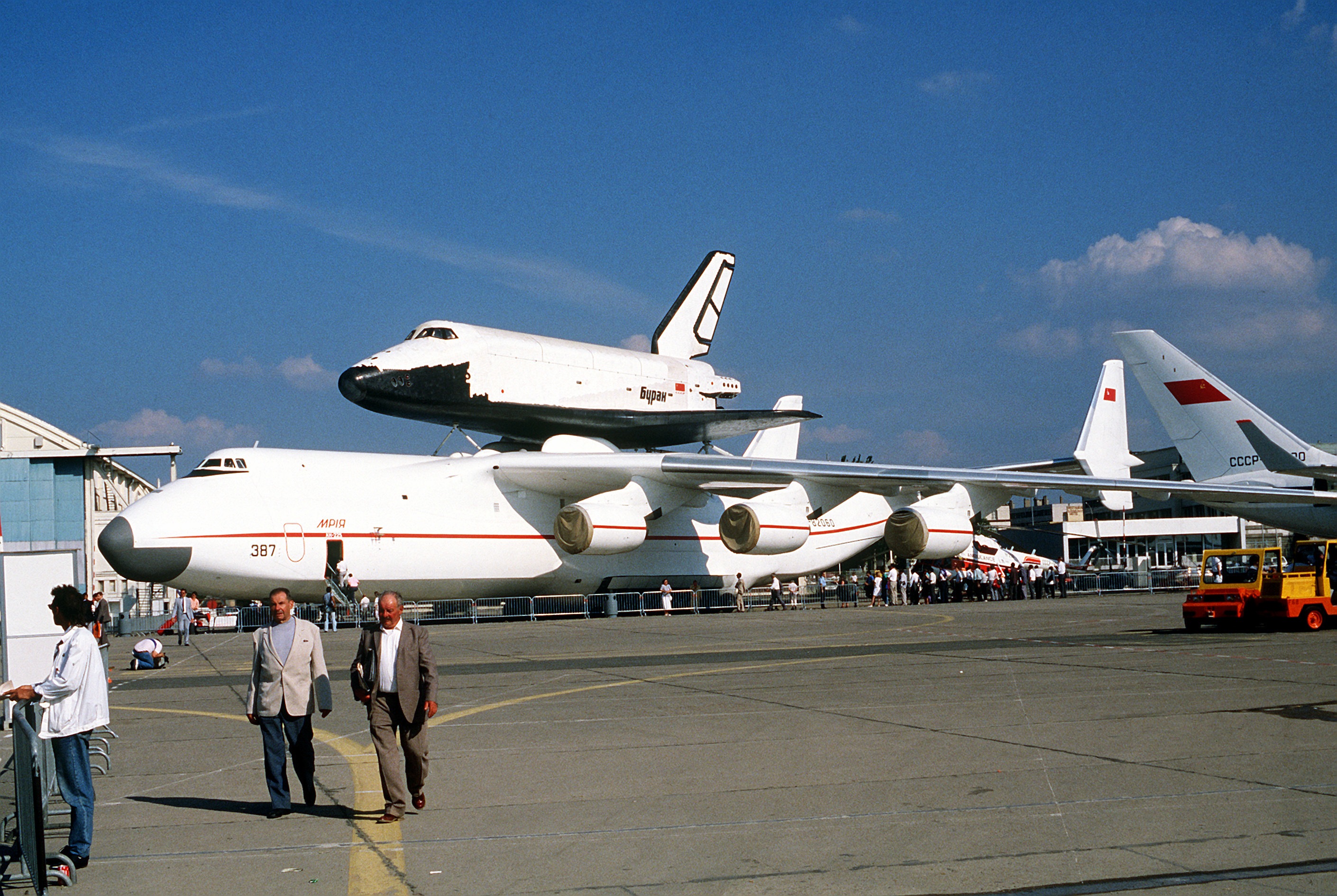
宇宙船「ブラーン」を背負ったAn-225「ムリーヤ」

ウクライナ独立後のアントノフで新造された航空機は、アントノフでの試験運用、アントノフ航空での運用、ウクライナ政府やウクライナ空軍などへの機材提供、国内航空会社への販売などに供されてきた。そのため、ウクライナ国内では多くの機体を目にすることができる。その他、少数ではあるがロシアの航空会社やその他の国への販売実績もある。また、中古機はより幅広く販売されている。加えて、アントノフでは現在運用されている機体の整備等も重要な仕事のひとつとなっている。これまでアントノフはロシア等の外国企業との共同開発も積極的に行ってきたが、もっとも力を入れていた大型輸送機An-70は成功しなかった。NATOへも売込みが図られたこの巨人機は今でもアントノフの「顔」であるらしく、キーウのアントノフ前にはこの機体の看板が掛けられている。
2005年にアントノフは敷地の隣接するキーウ国営航空工場「アヴィアーント」 (Київський державний авіаційний завод «АВІАНТ») などウクライナの航空機関連企業と統合され、国営航空機製造会社・国営合同「アントーノウ」 (Державна літакобудівна корпорація «Національне об’єднання «Антонов») を形成した。
2015年には航空機産業の効率を高めることを目指して、ウクライナ経済発展貿易省の指示によりアントーノウ国営合同は解体され清算の上で、2016年1月26日に配下にあったANTKアントーノウはそのままウクロボロンプロムの配下となった。一部ではこれを混同してアントーノウ国営合同を構成する一企業であるANTKアントーノウ自体が解体されるという報道もあったが、否定されている。ウクロボロンプロムの配下となったアントノフではウクライナ軍用の無人機の開発に当たると見られている。またウクライナは西側の投資を受け入れる準備ができており、基礎技術をサウジアラビア等に売却する動きもあるという。中華人民共和国ではAn-225の技術移転を行っている。

## 沿革
- 1930年 - モスクワのオソアヴィアヒム・グライダー設計局でオレーク・アントーノフがグライダーの設計を担当する。
- 1933年 - トゥシノの設計局グライダー工場を担当する（ - 1938年）。
- 1945年 - この年より、アレクサンドル・ヤコヴレフの第115試作設計局（OKB-115、のちのA・S・ヤコヴレフ記念試作設計局）のノヴォシビルスク支部を担当する。
- 1946年 - のちのアントノフ設計局のもととなる第153試作設計局 (OKB-153) をキーウに開局する。
- 1952年 - 第473国営特別試作設計局 (GSOKB-473) に改称する。
- 1966年 - キーウ機械工場(KMZ)に改称する。
- 1983年 - O・K・アントーノフ設計局（OKB O.K.アントノフ）に改称する。
- 1989年 - 国営企業「O・K・アントーノフ記念航空科学技術複合体」（ANTKアントノフ）に改称する。
- 1991年 - ウクライナの独立に伴い、同国の企業となる。
- 2005年 - 国営航空機製造会社・国営合同「アントーノウ」（NOアントーノウ）に統合される。
- 2016年 - 国営航空機製造会社・国営合同「アントーノウ」が解体され、配下のアントノフは清算の上、ウクロボロンプロムの配下となった。

## 製品

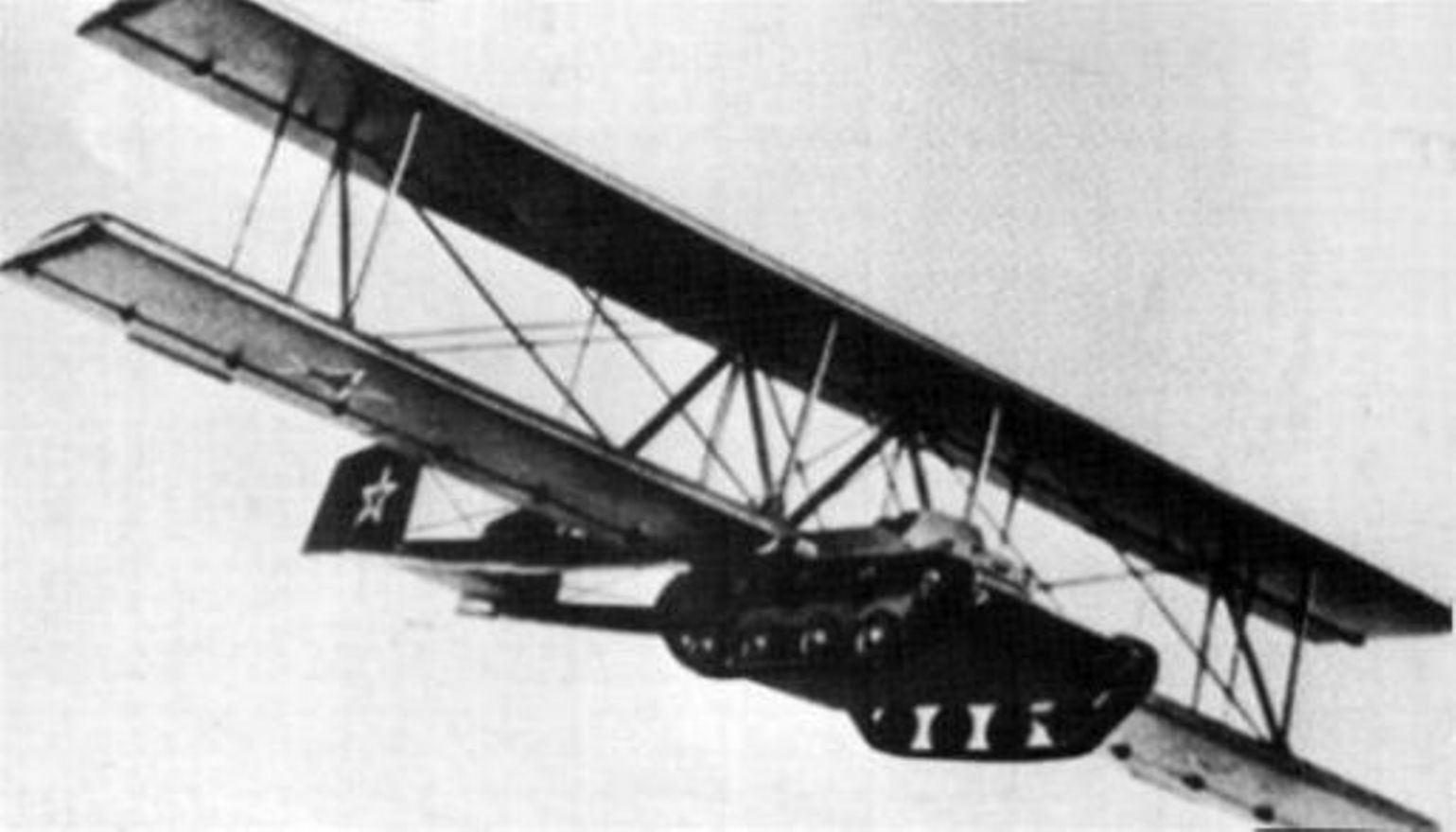
T-60を元に開発されたA-40

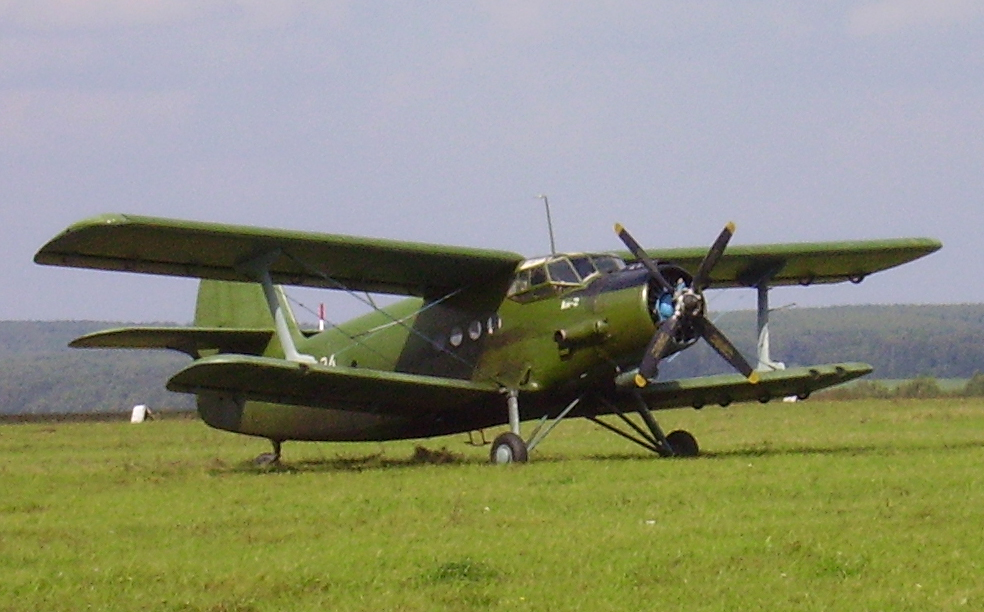
An-2

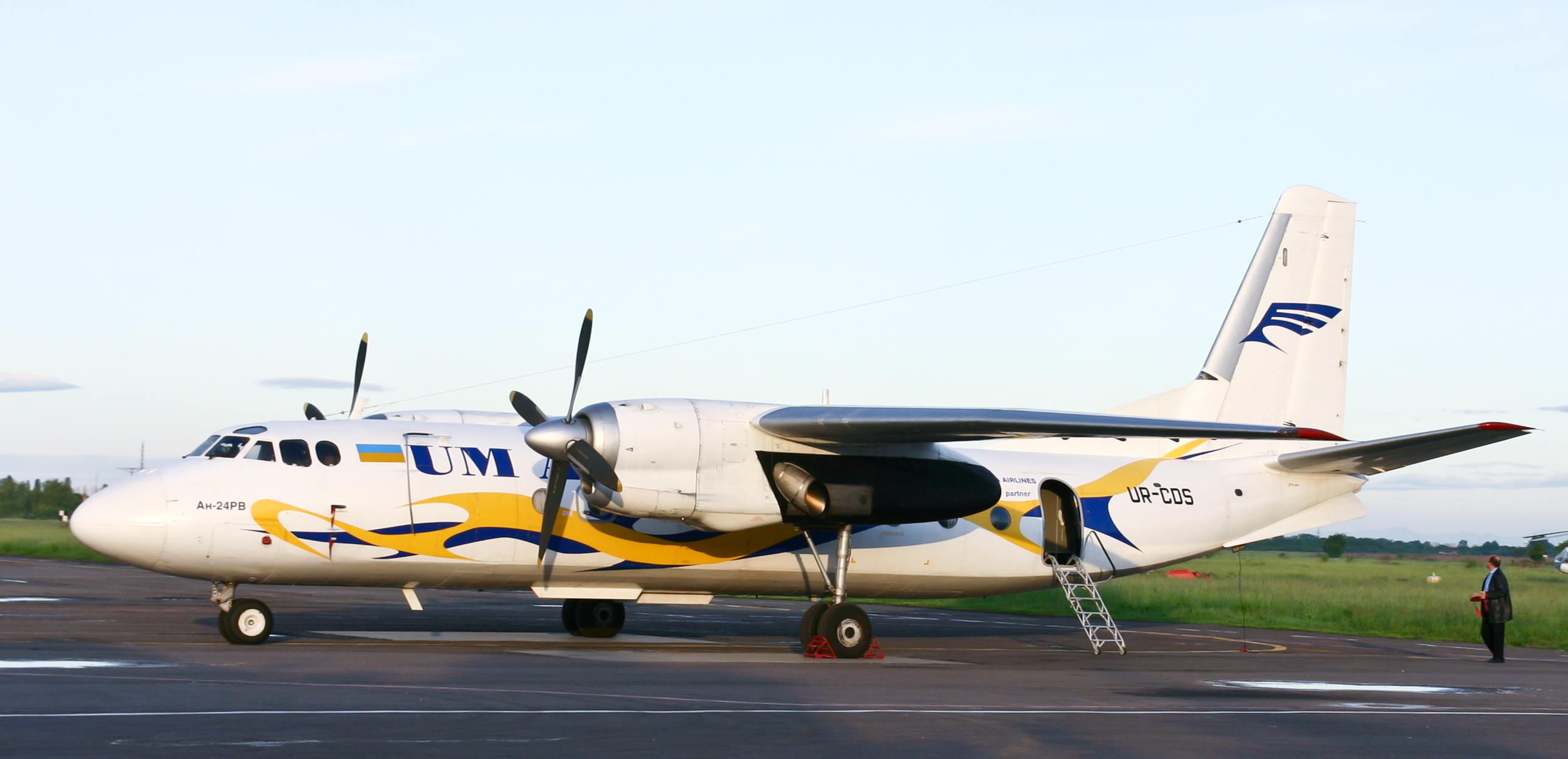
UM航空のAn-24

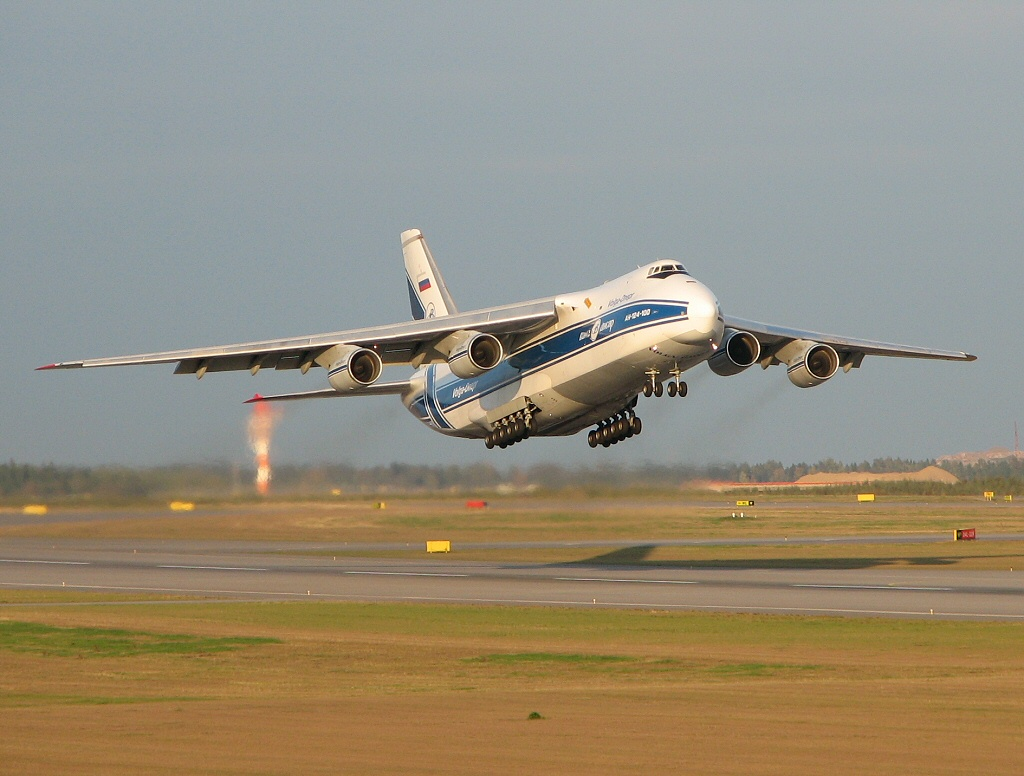
An-124「ルスラーン」

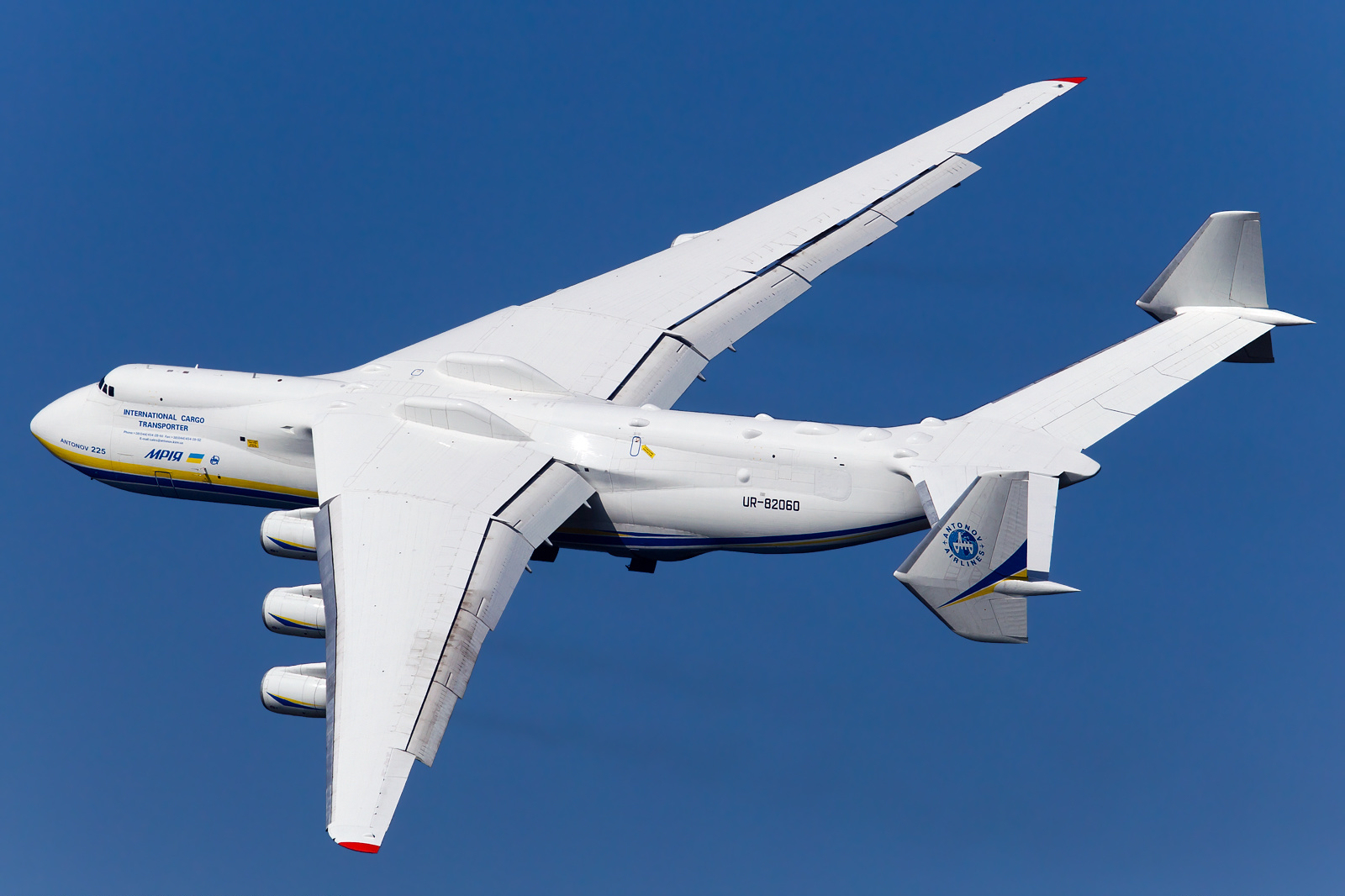
世界最大の航空機An-225「ムリーヤ」

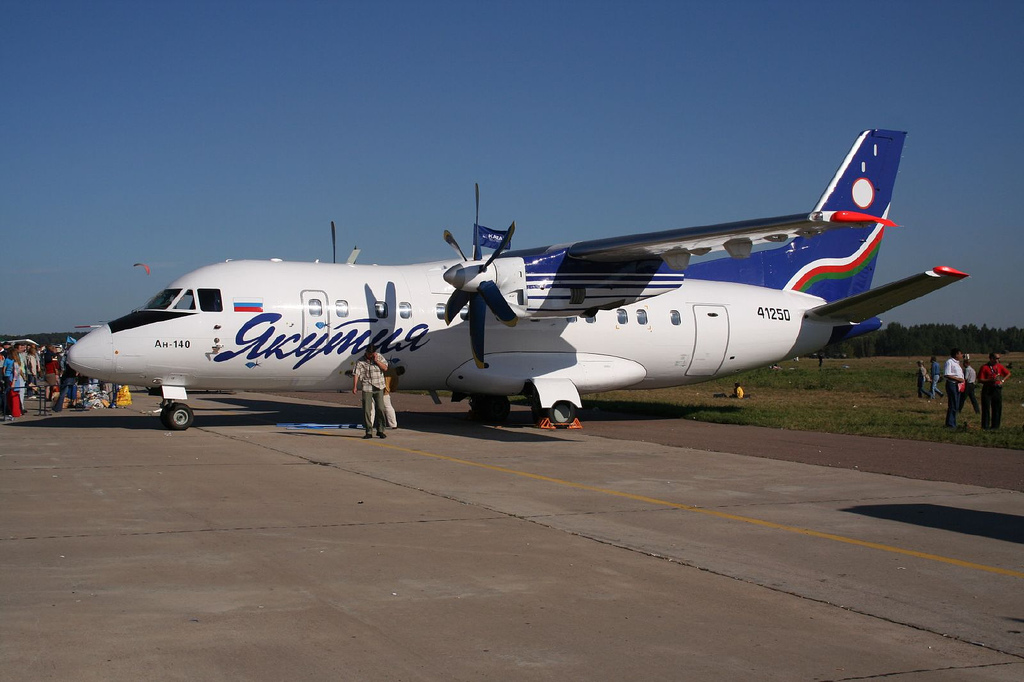
ヤクーツク航空のAn-140

### 飛行機
- An-2「ククルーズニク」
- An-3
- An-4
- An-6「メテオ」
- An-8
- An-10「ウクライナ」
- An-11
- An-12
- An-13
- An-14「プチョールカ」
- An-20
- An-22「アンチェイ」
- An-24
- An-26
- An-28
- An-30
- An-32
- An-38
- An-40
- An-44
- An-50
- An-51
- An-52
- An-70
- An-71
- An-72「チェブラーシカ」
- An-74「チェブラーシカ」
- An-77
- An-88
- An-91
- An-102
- An-122
- An-124「ルスラーン」
- An-126
- An-140
- An-148
- An-158
- An-168
- An-171
- An-174
- An-178
- An-180
- An-204
- An-218
- An-225「ムリーヤ」
- An-Be-20
- LEM-2
- Li-2V
- M
- OKA-38「アーイスト」

### グライダー
- A-1
- A-2
- A-7
- A-9
- A-10
- A-11
- A-13
- A-15
- A-40「クルィーリヤ・タンカ」
- DIP OKA-14
- ゴールピ
- ロート・フロント5
- ロート・フロント7